# Never Leave You (Uh Oooh, Uh Oooh)
Never Leave You (Uh Oooh, Uh Oooh) (englisch für „Verlasse dich nie“) ist ein Lied der US-amerikanischen Sängerin Lumidee. Der Song wurde am 13. Mai 2003 als erste Single ihres Debütalbums Almost Famous veröffentlicht und ist auch als Remixversion mit den Rappern Busta Rhymes und Fabolous bekannt.

## Inhalt
Never Leave You (Uh Oooh, Uh Oooh) handelt von einer Liebesbeziehung, die möglichst für immer halten soll. So singt Lumidee aus der Perspektive des lyrischen Ichs, dass sie ihren Freund liebe und sich keinen besseren vorstellen könne. Er bringe sie zum Scheinen und gebe ihr die besten Gefühle. Sie werde ihn niemals verlassen, solange er wolle, dass sie bei ihm bleibe. Zusammen könne sie nichts aufhalten.

“If you want me to stay, I’ll never leave

If you want me to stay, we’ll always be

If you want me to stay, love endlessly

If you want me to stay, if you want me to stay

And I believe you”

## Produktion
Das Lied wurde von den US-amerikanischen Musikproduzenten DJ Tedsmooth und Trendsetta produziert, wobei die Musik auf dem Diwali Riddim aus dem Jahr 2002 basiert. Als Autoren sind Steven Marsden, Lumidee Cedeño, Teddy Mendez und Eddie Perez angegeben.

## Remix
| Liedteil   | Künstler     |
| 1. Strophe | Busta Rhymes |
| 2. Strophe | Lumidee      |
| Refrain    | Lumidee      |
| 3. Strophe | Fabolous     |

Never Leave You (Uh Oooh, Uh Oooh) wurde auch als Remixversion veröffentlicht, auf der neben Lumidee die Rapper Busta Rhymes und Fabolous zu hören sind. In ihren Strophen übernehmen beide die Rolle des männlichen Liebhabers, der seine Freundin unterstützt, ihr teure Geschenke macht und mit ihr in den Urlaub fliegt. Zu dieser Version, die ebenfalls auf der Single enthalten ist, wurde ein Musikvideo gedreht.

## Musikvideo
Bei dem zum Remix von Never Leave You (Uh Oooh, Uh Oooh) gedrehten Musikvideo führte Nzingha Stewart Regie. Es verzeichnet auf YouTube über elf Millionen Aufrufe (Stand: September 2024). Das Video zeigt Lumidee, die den Song in einer Großstadt singt, während zahlreiche Menschen dazu, teils choreografisch, tanzen. Währenddessen flirtet die Sängerin mit einem Mann, der vom Schauspieler J. D. Williams dargestellt wird. Schließlich sprechen einige Kinder den DJ am Pult an, dass sie einen Remix hören möchten. Nun rappt Busta Rhymes, während er durch die Gänge eines Supermarkts läuft und in anderen Szenen von vielen Menschen, darunter Lumidee, umgeben ist. Währenddessen kommen sich Lumidee und ihr Flirt näher, müssen sich jedoch trennen, da sie beobachtet werden. Gegen Ende rappt Fabolous und man sieht wiederum zahlreiche Leute tanzen.

## Single

### Covergestaltung
Das Singlecover zeigt Lumidee, die dunkel gekleidet ist und den Betrachter anblickt. Links im Bild befinden sich die blauen Schriftzüge Lumidee und Never Leave You (Uh Oooh, Uh Oooh). Der Hintergrund ist weiß bis hellblau gehalten.

### Titellisten
Single
1. Never Leave You (Uh Oooh, Uh Oooh) – Original Mix – 3:04
2. Never Leave You (Uh Oooh, Uh Oooh) – Uh Oooh Remix feat. Busta Rhymes & Fabolous – 3:32

Maxi
1. Never Leave You (Uh Oooh, Uh Oooh) – Original Mix – 3:04
2. Never Leave You (Uh Oooh, Uh Oooh) – Uh Oooh Remix feat. Busta Rhymes & Fabolous – 3:32
3. Never Leave You (Uh Oooh, Uh Oooh) – Anthony Acid & DJ Skribble Remix (Radio Cut) – 3:47
4. Never Leave You (Uh Oooh, Uh Oooh) – Video – 4:02

### Chartplatzierungen
Never Leave You (Uh Oooh, Uh Oooh) stieg am 18. August 2003 auf Platz sieben in die deutschen Singlecharts ein und erreichte zwei Wochen später die Chartspitze, die es zwei Wochen belegte. Insgesamt hielt sich der Song 19 Wochen lang in den Top 100, davon elf Wochen in den Top 10. Ebenfalls Rang eins erreichte die Single unter anderem in der Schweiz und in Italien. Weitere Top-10-Platzierungen gelangen unter anderem im Vereinigten Königreich, in Dänemark, den Vereinigten Staaten, Österreich und Belgien. In den deutschen Single-Jahrescharts 2003 belegte das Lied Position neun.
| ChartsChartplatzierungen       | Höchstplatzierung | Wochen |
| ------------------------------ | ----------------- | ------ |
| Deutschland (GfK)              | 1 (19 Wo.)        | 19     |
| Österreich (Ö3)                | 4 (18 Wo.)        | 18     |
| Schweiz (IFPI)                 | 1 (27 Wo.)        | 27     |
| Vereinigte Staaten (Billboard) | 3 (20 Wo.)        | 20     |
| Vereinigtes Königreich (OCC)   | 2 (18 Wo.)        | 18     |

| ChartsJahrescharts (2003)      | Platzierung |
| ------------------------------ | ----------- |
| Deutschland (GfK)              | 9           |
| Österreich (Ö3)                | 30          |
| Schweiz (IFPI)                 | 7           |
| Vereinigte Staaten (Billboard) | 41          |
| Vereinigtes Königreich (OCC)   | 44          |

### Verkaufszahlen und Auszeichnungen
Never Leave You (Uh Oooh, Uh Oooh) erhielt im Jahr 2023 in Deutschland für mehr als 300.000 verkaufte Einheiten eine Platin-Schallplatte. Im Vereinigten Königreich wurde es 2024 für über 400.000 Verkäufe mit Gold ausgezeichnet.

| Land/Region                  | Auszeichnungen für Musikverkäufe (Land/Region, Auszeichnung, Verkäufe) | Verkäufe |
| ---------------------------- | ---------------------------------------------------------------------- | -------- |
| Belgien (BRMA)               | Gold                                                                   | 25.000   |
| Deutschland (BVMI)           | Platin                                                                 | 300.000  |
| Schweiz (IFPI)               | Gold                                                                   | 20.000   |
| Vereinigtes Königreich (BPI) | Gold                                                                   | 400.000  |
| Insgesamt                    | 3× Gold · 1× Platin ·                                                  | 745.000  |